# Lee M. Silver
Lee M. Silver (ur. 1952) profesor na Wydziale Biologii Molekularnej Princeton University oraz Woodrow Wilson School of Public and International Affairs.
Autor kontrowersyjnej książki Remaking Eden: How Genetic Engineering and Cloning Will Transform the American Family (1998). Zajmuje w niej pozytywne stanowisko w kwestii klonowania ludzi oraz modyfikacji genetycznej. Wprowadził w niej pojęcie "reprogenetyki" oznaczające połączenie genetyki i metod planowania rodziny.
Jego następna książka to Challenging Nature: The Clash of Science and Spirituality at the New Frontiers of Life opublikowana w 2006.